# 阿隆济耶拉卡耶
阿隆济耶拉卡耶（法語：Allonzier-la-Caille，法語發音：[alɔ̃zje la kaj]）是法国上萨瓦省的一个市镇，位于该省中西部，属于圣于连昂热讷瓦区。

## 地理
阿隆济耶拉卡耶（46°0'12"N, 6°7'0"E）面积9.62 平方千米，位于法国奥弗涅-罗讷-阿尔卑斯大区上萨瓦省，该省份为法国东部省份，历史上为薩伏依的一部分，北与瑞士接壤，西接安省，南至萨瓦省，东与瑞士和意大利接壤。
与阿隆济耶拉卡耶接壤的市镇（或旧市镇、城区）包括：塞尔西耶、舒瓦西、克吕塞耶、屈瓦、维伊勒佩卢、菲利耶尔。
阿隆济耶拉卡耶的时区为UTC+01:00、UTC+02:00（夏令时）。

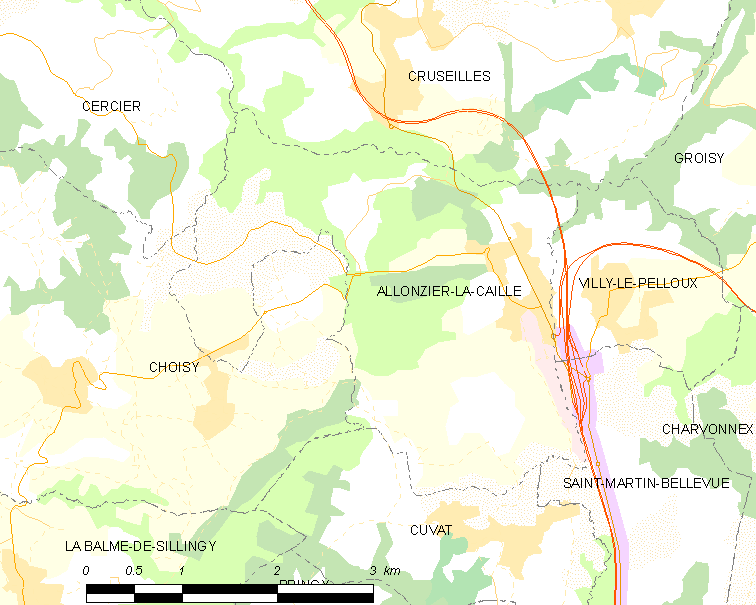
阿隆济耶拉卡耶的OSM定位图

## 行政
阿隆济耶拉卡耶的邮政编码为74350，INSEE市镇编码为74006。

## 政治
阿隆济耶拉卡耶所属的省级选区为福龙河畔拉罗什县。

## 交通
上萨瓦省省道D2线、D3线、D272线和D1201线经过阿隆济耶拉卡耶境内。

## 人口

1962-2008年间阿隆济耶拉卡耶人口变化图示

阿隆济耶拉卡耶于2022年1月1日时的人口数量为2170人。